# Florence Petty

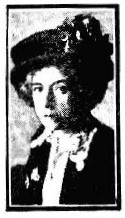

Florence Petty (1 de diciembre de 1870 - 18 de noviembre de 1948) fue una trabajadora social escocesa, escritora de cocina y locutora. 

## Biografía
Florence Petty nació en Montrose, Forfar, el 1 de diciembre de 1870. Era la cuarta de siete hijos de David James Petty, un empleado de un comerciante de madera, y Jane Norris (de soltera Levie). Vivió en Montrose hasta los 30 años, cuando se mudó a Swanley, Kent, donde se involucró en la horticultura. Luego se mudó con su hermana, una ex enfermera, que vivía en Tottenham, al norte de Londres.
Durante la década de 1900, en la zona socialmente necesitada de Somers Town, al norte de Londres, Petty emprendió trabajo social para el St. Escuela Pancras para Madres, comúnmente conocida como La Bienvenida de las Madres y los Bebés. Ella hizo demostraciones de cocina para mujeres de clase trabajadora para que adquieran el hábito de cocinar alimentos baratos y nutritivos. Gran parte de la instrucción se hizo en los hogares de las mujeres, para demostrar cómo usar su propio equipo y utensilios limitados. Debido a que ella enseñó a las mujeres en primer lugar a hacer pudines de sevo, sencillos, dulces y de carne, sus estudiantes la apodaron "La dama del pudín". Además de sus clases de cocina, se convirtió en una inspectora sanitaria cualificada.
Petty escribió sobre cocina, publicando obras dirigidas a aquellos que también participan en el trabajo social, incluido un libro de cocina, The Pudding Lady's Recipe Book, with Practical Hints (1917), y un folleto dirigido al público. Tanto el folleto como el libro contienen información práctica sobre cómo hacer y usar una caja de heno como método de cocción, donde los alimentos calentados se colocan en una caja aislada para continuar cocinando, lejos de una fuente de calor. Petty trabajó como profesor y demostrador de cocina para la Asociación Nacional de Reforma Alimentaria, viajando por Gran Bretaña para mostrar formas rentables y nutritivas de cocinar a pesar del aumento de los precios de los alimentos y la escasez de alimentos provocada por la Primera Guerra Mundial. Fue locutora de comida y presupuestos a finales de la década de 1920 y principios de la década de 1930, en la estación de radio 2LO para la BBC, como parte de la serie de programas "Household Talk" dirigidos a las amas de casa. Desde 1914 hasta mediados de la década de 1940 recorrió Gran Bretaña dando conferencias y demostraciones sobre ingredientes económicos y métodos de cocina rentables.
Petty comenzó a trabajar en la St Pancras School for Mothers (comúnmente conocida como The Mothers' and Babies' Welcome), que estaba activa en la zona privada de Somers Town, al norte de Londres.[El filántropo Charles Booth, en su mapa de pobreza de 1889, Life and Labour of the People in London, clasificó gran parte de Somers Town, ubicada entre las estaciones de Euston y St Pancras, como las dos peores categorías: "Muy pobre, casual. El deseo crónico" y "La clase más baja". Vicioso, semicriminal". Los lugareños apodaron la zona "pequeño infierno". A principios del siglo XX, Somers Town tenía altos niveles de pobreza;en la década de 1920, el área era "uno de los barrios marginales más miserables del centro de Londres", según el historiador de la arquitectura Roland Jeffery. En 1924, Basil Jellicoe, el vicario de la iglesia local de Santa María, escribió sobre el hacinamiento y la pobreza de la zona;en 1930, un periodista describió la vivienda como "podas de gusano... los peores comadrejas de Londres... donde las madres tienen miedo de acostar a sus hijos por miedo a las ratas y otras alimañas de todas las descripciones". La Bienvenida a las Madres y Bebés fue dirigida por la Sociedad de Madres e Infantes de St Pancras, una organización formada para combatir las altas tasas de mortalidad infantil mediante la educación de las madres sobre nutrición y gestión del hogar.
Entre otras actividades, The Mothers' and Babies' Welcome proporcionó clases de cocina para las madres, pero se dio cuenta de que esto era de éxito limitado, ya que muchas de las mujeres carecían del equipo o los utensilios básicos en casa. Petty fue empleada para proporcionar las lecciones de cocina en los propios hogares de las mujeres, demostrando cómo podían usar su equipo y utensilios existentes. Su enfoque fue dar seis lecciones para mostrar cómo la gente podía cocinar comidas baratas pero nutritivas; discutió la situación doméstica y financiera de la familia y escribió una serie de notas de caso para aquellos que visitó.
Petty se describió a sí misma como una "consectora y demostradora de alimentos saludables"; sus estudiantes la apodaron "La dama del pudín" porque, en un intento de que las mujeres tuvieran el hábito de cocinar regularmente utilizando ingredientes familiares y baratos, durante los primeros tres meses de sus demostraciones hicieron pudines de seto, sencillos, dulces y de carne, hasta que las mujeres comenzaron a mostrar orgullo por su capacidad para cocinar.[Blake Perkins, biógrafo de Petty en el Oxford Dictionary of National Biography, considera que sus notas sobre las familias a las que estaba instruyendo son "de hecho, pero también comprensivas en lugar de clínicas".

En 1910, The Mothers' and Babies' Welcome publicó un relato del trabajo de Petty en The Pudding Lady: A New Departure in Social Work, examinando el impacto que tuvo.[El libro era corto, con 103 páginas, y estaba dirigido a "todos los que desean elevar el nivel de vida entre nuestros conciudadanos más pobres", según el revisor de la Charity Organisation Review.[En la segunda edición, publicada en 1916, Charles Hecht, el secretario de la Asociación Nacional de Reforma Alimentaria (NFRA), la organización que promovió estándares más altos en la producción de alimentos y cuyo objetivo era "iluminar a la opinión pública sobre asuntos de dieta", escribió que:
La heroína del libro, Florence Petty, se ha convertido en una posesión pública, llevando a la solución de los problemas nacionales esos raros dones de corazón y cabeza y esa experiencia única que logró tales maravillas... en los hogares de Somers Town.
Poco después de 1910, Petty fue empleada en un centro dental y médico en Newport, Essex, que había sido establecido por la reformadora social y filántropa Lady Meyer; permaneció allí hasta octubre de 1914, cuando fue empleada por la NFRA como profesora itinerante, y al año siguiente emprendió una gira de conferencias por Gran Bretaña para demostrar ingredientes económicos y métodos de cocina rentables a las audiencias de la clase trabajadora. Los medios de comunicación locales informaron de sus actividades en, entre otros lugares, Liverpool,Oxford,Nantwich,Aberdeen,Birmingham,Cardiffy Leeds. En marzo de 1915 habló en la Royal Society of Medicine en nombre de la Asociación Nacional para la Prevención de la Mortalidad Infantil y para el Bienestar de la Infancia,y en febrero y marzo de 1916 dio una serie de lo que The Times describió como "conferencias de demostración" sobre la cocina en tiempos de guerra, dirigidas a los trabajadores sociales, en la Sociedad de Salud de Westminster. La Primera Guerra Mundial provocó una escasez de suministro de alimentos desde el extranjero y causó una inflación en los precios de los alimentos en el Reino Unido. Aunque el Reino Unido era casi autosuficiente en productos como la leche y las patatas,a medida que avanzaba la guerra, los consumidores se enfrentaban a la escasez o al aumento de los precios de la mantequilla, la carne de cerdoy la carne de vacuno. El costo de las costillas de res aumentó un 175 por ciento entre julio de 1914 y noviembre de 1918; los huevos aumentaron un 412 por ciento durante el mismo período de tiempo. La Junta de Comercio estimó que el costo de vida de la clase trabajadora aumentó en un 45 por ciento entre 1914 y 1916; el costo de los alimentos aumentó en un 61 por ciento durante el mismo tiempo. 

Petty escribió al menos un folleto para la NFRA, sobre "Fireless Cookery";una reseña en The Lancet describe una caja de heno como el método de cocción descrito en el folleto.[La comida se calienta durante un corto tiempo antes de colocarla en la caja, donde la cocción continúa; debido a que la cocción termina con el calor latente, el método ahorra combustible.[Publicado en enero de 1917, se vendieron 30 000 copias del folleto. En 1917 escribió un libro de cocina, The Pudding Lady's Recipe Book, con consejos prácticos. El trabajo contenía 300 recetas que utilizaban una variedad de alimentos básicos. Con el reconocimiento de que algunos alimentos fueron racionados en Gran Bretaña en la Primera Guerra Mundial, Petty describió su enfoque de la siguiente manera:
Cada buen cocinero o ama de llaves es, en estos días, un buen patriota. Por la sabia elección de la comida y el cuidado en su preparación, ella puede hacer su parte en la utilización al máximo de los recursos nacionales. Con este fin, se incluyen una serie de consejos generales en el libro y las recetas son, en su mayor parte, muy económicas.
La química de alimentos Katherine Bitting describió el libro de Petty como "un regalo útil en tiempos de guerra".Proporcionando consejos prácticos para aquellos que no tenían el equipo en casa para preparar incluso alimentos básicos, Petty incluyó instrucciones para hacer un horno a partir de una lata de galletasy detalles de cómo hacer una caja de heno (que también se podría usar para lavar la ropa, limpiar latas y cacerolas, y mantener la mantequilla fresca en climas cálidos). En su primer año de publicación, el libro vendió 20 000 copias. Fue reimpreso cuatro veces en 1917 y una vez en 1918. Para cuando se publicó The Pudding Lady's Recipe Book en 1917, Petty se había convertido en un inspector sanitario calificado.
Después de la guerra, Petty continuó dando conferencias y escribiendo sobre cocina. En 1921 escribió capítulos sobre nutrición y el cuidado de los dientes de los niños para The Gateway to Health de Hecht,y en 1923 escribió el artículo "The Cook as Empire Builder" para el Journal of the Royal Sanitary Institute. En 1922 presentó al menos cien conferencias al público.
En 1928, Petty comenzó a presentar charlas en la radio en la estación 2LO de la BBC, incluyendo hablar en la serie de programas Household Talk. El programa era una popular transmisión semanal dirigida a las amas de casa, con presentadores que incluían a la Sra. Cottington Taylor, la Directora del Good Housekeeping Institute. Presentó charlas tituladas "Aprovechar al máximo un salario mínimo"y "Cenas durante una semana con un salario mínimo",así como otras sobre los temas de la cocción de verduras,pudinesy dietas infantiles. Según la historiadora cultural Maggie Andrews, sus transmisiones mostraron un "enfoque hogaricio, económico y pragmático para la cocina y el presupuesto". Perkins señala que fue una locutora popular a través de su trabajo en los programas de Household Talk.
Petty continuó trabajando hasta mediados de la década de 1940, cuando tenía setenta años. Murió de bronquitis aguda el 18 de noviembre de 1948 en su casa en Hampstead a la edad de 77 años.
Y años después la historiadora Julie-Marie Strange describió las actividades de Petty como "a la vanguardia de las innovaciones eduardianas en el trabajo social". Según la historiadora Ellen Ross, Petty "empeó el nuevo lenguaje de profesionalización de la gestión doméstica que estaba conectando a las mujeres ricas y pobres de toda Europa a principios del siglo XX". Perkins considera que las recetas y métodos enseñados por Petty "prefiguran los esfuerzos de la Segunda Guerra Mundial del Ministerio de Alimentación para convencer a la población de que la sustitución de ingredientes más baratos por ingredientes familiares era digna e incluso agradable".

## Obras
- The Pudding Lady: A New Departure in Social Work (1910; coescrito con M. E. Bibby y E. G. Colles) OCLC 906559961
- "Cocina sin fuego" (1916; folleto)
- El libro de recetas de la señora del pudín, con consejos prácticos (1917) OCLC 793329863
- Capítulos "Cocina y vitaminas" y "Cuidado de los dientes de los niños" incluidos en The Gateway to Health de Charles Hecht (1921) OCLC 562237665
- Capítulo "Cocina para bebés y niños menores de edad escolar" incluido en Mothercraft: Una selección de cursos de conferencias sobre cuidado infantil de la Asociación Nacional para la Prevención de la Mortalidad Infantil (1931) OCLC 29440352